# Marià Faura i Sans
Marià Faura i Sans (Barcelona, 4 d'agost de 1886 - 18 de novembre de 1941) va ser un paleontòleg, geòleg i professor català.

## Biografia
Ordenat sacerdot el 1908, de ben jove s'interessà pels crustacis, graptòlits i mol·luscs paleozoics de la mà de Norbert Font i Sagué. Fou professor al Seminari Conciliar, a la Universitat de Barcelona i a l'Escola Superior d'Agricultura. S'interessà per diverses qüestions que estudià en profunditat, com la hidrogeologia del Pirineu, el petroli de Sant Joan de les Abadesses, la sismologia a Catalunya, i descobrí diversos minerals. Va fundar un observatori meteorològic a Viella, va dirigir l'elaboració d'un Mapa Geològic de Catalunya publicat per la Mancomunitat de Catalunya des del 1917 i fou responsable de la paleontologia del Museu de Ciències Naturals de Barcelona. Publicà diversos estudis.

## Activitat com professor
La mort de Font i Sagué va fer que Faura es convertís en el primer professor eclesiàstic de la Facultat de Ciències i de l'Escola Industrial, i el primer de l'escola de geologia del Seminari. Font havia estat encoratjat pel naturalista Ignacio Bolívar, per optar a alguna plaça que s’obriria amb la creació de la secció de Ciències Naturals de la Universitat de Barcelona, però les noves places les ocuparen Manuel Pardillo i M. San Miguel de la Cámara. Després Faura va ser nomenat professor ajudant de la càtedra de Zootècnia de l’Escola Superior d’Agricultura, i també tenia la missió d’explicar les assignatures de “Botànica i Zoologia agrícoles” i "Anatomia i Fisiologia vegetals". Al mes d’octubre de 1903 guanyà la càtedra de Geologia i Agrologia que mantindria durant deu anys. Al 1913 aconseguí, per oposició, el nomenament de professor auxiliar numerari de botànica i mineralogia de la recentment creada secció de Ciències Naturals de la Facultat de Ciències, fent un judici crític de totes i cada una de les espècies. Les múltiples tasques civils de Faura ajuden a explicar la seva via d’influència social a través de la universitat. Al 1925 un altre capellà naturalista, Josep Ramon Bataller es va fer càrrec de la càtedra de Ciències Naturals i Astronomia del Seminari.
Al 1910 començà una llarga carrera de Faura dins l'ensenyament universitari que culminà amb l’obtenció de la càtedra de Geologia l’any 1933, ja secularitzat, i que duraria fins a la seva depuració a l'entrada del franquisme.
Faura substituiria també ocasionalment altres catedràtics Maximino de Geografia i Geologia Dinàmica i de Geologia Geognòstica i Estratigràfica i més endavant passa a auxiliar interí del grup de Naturals i a partir de 1915, a auxiliar numerari; també seria ajudant de l’assignatura de Mineralogia i Botànica del curs preparatori, Antoni Vila i Nadal.
Faura aplicaria el mètode pedagògic de les excursions (a l'Observatori Fabra, al Cap de Creus, a les mines de Sant Joan de les Abadesses, als volcans d'Olot, etc), com abans cuan era alumne de Font i Sagué i Odón de Buen. També va posar de manifest interès per la vulcanologia i la sismologia (des de 1909, recollia dades sísmiques)